# 蒙古国立现代美术馆
蒙古国立现代美术馆（英語：Mongolian National Modern Art Gallery）是位于蒙古国乌兰巴托的国家级美术馆之一。

## 历史
该馆于1989年自蒙古美术博物馆分立。该博物馆展出蒙古现代美术/视觉艺术作品。
该馆自成立以来，已经成为蒙古艺术的先锋之一，展出国家和国际展览。每年，该馆都积极参与并组织专题性或专业性展览，展示本国和外国画家的个人原创作品，出国展览艺术作品，组织国家级和各艺术家协会的年度和季节性的展览。该馆还购买的个人创作的艺术作品，以丰富其收藏。